# Državno prvenstvo 1932-1933
Il Prvenstvo Jugoslavije u nogometu 1932-1933 (campionato di calcio della Jugoslavia 1932-1933), conosciuto anche come Državno prvenstvo 1932-1933 (campionato nazionale 1932-1933), fu l'undicesima edizione della massima serie del campionato jugoslavo di calcio, disputata tra il 5 marzo e il 10 dicembre 1933 e conclusa con la vittoria del BSK Belgrado, al suo secondo titolo.

## Qualificazioni
```
I campionati delle sottofederazioni (che fungono da qualificazioni al campionato nazionale) sono iniziati nell'autunno 1932, ma – a tornei in corso – la federazione decide di cambiare formula: 11 squadre (3 ciascuna dalle sottofederazioni di Zagabria e Belgrado, più 1 ciascuna da quelle di Spalato, Lubiana, Sarajevo, Osijek e Novi Sad)
[
2
]
 passano direttamente al campionato nazionale. Le squadre rimaste nelle sottofederazioni continuano senza di loro. L'Hajduk Spalato non ha disputato il campionato della sottofederazione. Per designare la rappresentante di Lubiana è stato disputato uno spareggio fra Primorje ed Ilirija.
```

|                  | Qualificazione |                  | Data       |
| ---------------- | -------------- | ---------------- | ---------- |
| Primorje Lubiana | 2–1            | Ilirija          | 05.02.1933 |
| Ilirija          | 2–3            | Primorje Lubiana | 19.02.1933 |
|                  |                |                  |            |

```
Le squadre ammesse alle qualificazioni per il 
Državno prvenstvo 1933-1934
 vengono divise in due gruppi: 
Ovest
 (rappresentanti di Lubiana, Zagabria, Subotica, Osijek e Spalato) ed 
Est
 (rappresentanti di Novi Sad, Veliki Bečkerek, Belgrado, Sarajevo, Kragujevac, Niš e Skopje).
[
3
]
 Le due vincitrici ottengono la qualificazione al 
torneo
.
```

## Campionato nazionale

### Classifica
|                       | Pos. | Squadra            | Pt | G  | V  | N | P  | GF | GS | QR    |
| --------------------- | ---- | ------------------ | -- | -- | -- | - | -- | -- | -- | ----- |
| Jugoslavia (bandiera) | 1.   | BSK Belgrado       | 31 | 20 | 14 | 3 | 3  | 66 | 21 | 3,142 |
|                       | 2.   | Hajduk Spalato     | 28 | 20 | 13 | 2 | 5  | 41 | 19 | 2,157 |
|                       | 3.   | HAŠK Zagabria      | 24 | 20 | 11 | 2 | 7  | 44 | 34 | 1,294 |
|                       | 4.   | BASK Belgrado      | 23 | 20 | 10 | 3 | 7  | 42 | 37 | 1,135 |
|                       | 5.   | Jugoslavija        | 22 | 20 | 10 | 2 | 8  | 34 | 33 | 1,030 |
|                       | 6.   | Građanski Zagabria | 21 | 20 | 10 | 1 | 9  | 32 | 31 | 1,032 |
|                       | 7.   | Concordia Zagabria | 18 | 20 | 7  | 4 | 9  | 39 | 40 | 0,975 |
|                       | 8.   | Primorje Lubiana   | 17 | 20 | 7  | 3 | 10 | 39 | 47 | 0,829 |
|                       | 9.   | Slavija            | 16 | 20 | 7  | 2 | 11 | 37 | 48 | 0,770 |
|                       | 10.  | Slavija Osijek     | 10 | 20 | 4  | 2 | 14 | 22 | 54 | 0,407 |
|                       | 11.  | Vojvodina          | 10 | 20 | 3  | 4 | 13 | 23 | 55 | 0,418 |
| Fonte: exyufudbal     |      |                    |    |    |    |   |    |    |    |       |

Legenda:
      Campione del Regno di Jugoslavia.
      Retrocessa.
Note:
Due punti a vittoria, uno a pareggio, zero a sconfitta.
```
Il 13 dicembre 1933 la federazione ha deciso di retrocedere le ultime tre classificate e di promuovere le due vincitrici delle qualificazioni
[
4
]
: 
JRŠK Spalato
 (
gruppo Ovest
) e 
Šparta Zemun
 (
gruppo Est
)
[
5
]
.
```

### Risultati
|                  | BAS | BSK | Con | Gra | Haj | HAŠ | Jug | Pri | S.O | S.S | Voj |
| ---------------- | --- | --- | --- | --- | --- | --- | --- | --- | --- | --- | --- |
| B.A.S.K.         |     | 4-3 | 2-1 | 4-1 | 2-1 | 2-2 | 2-2 | 4-2 | 1-0 | 3-1 | 3-1 |
| B.S.K.           | 4-1 |     | 2-0 | 2-1 | 2-2 | 1-0 | 4-0 | 5-0 | 9-0 | 8-1 | 3-0 |
| Concordia        | 2-1 | 0-6 |     | 1-5 | 1-2 | 3-3 | 3-1 | 5-0 | 4-0 | 1-3 | 5-1 |
| Građanski        | 2-0 | 2-3 | 1-0 |     | 0-2 | 1-0 | 2-4 | 3-2 | 5-1 | 1-0 | 0-0 |
| Hajduk           | 3-1 | 1-1 | 1-0 | 2-0 |     | 7-1 | 1-0 | 3-0 | 2-0 | 4-1 | 5-0 |
| H.A.Š.K.         | 3-0 | 4-3 | 3-1 | 0-2 | 1-0 |     | 6-0 | 2-0 | 6-0 | 2-1 | 3-1 |
| Jugoslavija      | 2-0 | 0-2 | 2-2 | 2-0 | 3-0 | 2-1 |     | 5-1 | 0-1 | 2-1 | 4-3 |
| Primorje         | 1-1 | 1-5 | 1-1 | 4-1 | 1-2 | 4-1 | 1-0 |     | 2-2 | 2-3 | 5-0 |
| Slavija Osijek   | 4-2 | 2-0 | 3-4 | 1-2 | 2-0 | 1-2 | 0-1 | 1-4 |     | 2-4 | 2-2 |
| Slavija Sarajevo | 2-7 | 1-1 | 1-3 | 3-1 | 1-2 | 3-1 | 1-3 | 1-2 | 3-2 |     | 4-1 |
| Vojvodina        | 0-2 | 1-2 | 2-2 | 0-2 | 2-1 | 2-3 | 2-1 | 2-6 | 1-0 | 2-2 |     |

### Statistiche

#### Classifica marcatori
| Gol |  |  | Giocatore            | Squadra            |
| --- |  |  | -------------------- | ------------------ |
| 20  |  |  | Vladimir Kragić      | Hajduk Spalato     |
| 16  |  |  | Đorđe Vujadinović    | BSK Belgrado       |
| 15  |  |  | Blagoje Marjanović   | BSK Belgrado       |
| 13  |  |  | Ivan Medarić         | HAŠK Zagabria      |
| 13  |  |  | Vladimir Lolić       | Concordia Zagabria |
| 12  |  |  | Aleksandar Tomašević | BASK Belgrado      |
| 12  |  |  | Adolf Erman          | Primorje Lubiana   |
| 10  |  |  | Slavko Šurdonja      | BSK Belgrado       |
| 10  |  |  | Branislav Hrnjiček   | BASK Belgrado      |
| 10  |  |  | Aleksandar Živković  | Građanski Zagabria |

#### Squadra campione
- BSK Belgrado
  - (allenatore: Sándor Nemes)
  - Franjo Glaser
  - Predrag Radovanović
  - Dragomir Tošić
  - Milorad Arsenijević
  - Ivan Stevović
  - Radivoj Božić
  - Ljubiša Đorđević
  - Aleksandar Tirnanić
  - Slavko Šurdonja
  - Kuzman Sotirović
  - Blagoje Marjanović
  - Đorđe Vujadinović
  - Svetislav Glišović